# Vuelta Independencia Nacional 2011
La 32.ª edición de la Vuelta Independencia Nacional fue disputada del 20 al 27 de febrero de 2011.
Perteneciendo al calendario internacional americano, fueron 8 etapas las que tuvo el recorrido para totalizar 1.124 km transitando por la zona sur, este y norte del país. Dos de las etapas contaron con doble sector, la 2.ª en que los dos tramos fueron en carretera y la 6.ª en que fue uno en carretera y el otro contrarreloj. La 1.ª etapa se disputó en un circuito cerrado en la capital Santo Domingo, al igual que la última.
El ganador de la carrera fue el venezolano Tomás Gil, integrante de la selección de dicho país quién obtuvo el liderato de la competencia a partir de la contrarreloj. Venezuela además logró la victoria en la clasificación por equipos.
En otras clasificaciones, el dominicano Deivy Capellán obtuvo las metas volantes, Rob Squire fue el mejor Sub-23 y el colombiano Jaime Castañeda la clasificación de la regularidad. El ciclista Marco Arriagada fue inicialmente tercero y ganador de la clasificación de la montaña, pero en abril de 2011 fue suspendido violación a las reglas antidopaje por muestras tomadas tanto en la Vuelta a Chile 2011, como en la presente edición de la Vuelta Independencia Nacional y le fueron anulados los resultados obtenidos en ambas pruebas.

## Equipos participantes
Un total de 24 equipos y 143 ciclistas tomaron parte de la competencia divididos en 10 locales y 14 extranjeros llegando a la meta final 99 pedalistas.
| Locales                     | Extranjeros                         |
| --------------------------- | ----------------------------------- |
| Aro & Pedal-Inteja          | Odo-Astana                          |
| Arco Iris                   | Selección de Ecuador                |
| Areperos                    | EPM-UNE                             |
| Ferretería Ochoa-Bici Mundo | Selección de Estados Unidos sub-23  |
| Mederic-La Vega             | Selección de Guadaloupe             |
| La Romana                   | Gillette Fussion                    |
| Mauricio Báez               | Global Cycling Team                 |
| San Pedro de Macorís        | Selección de Kazajistán             |
| Refidomsa-San Cristóbal     | Selección de México                 |
| León Ureña (Moca)           | Park Place Dealerships Cycling Team |
|                             | Sun Cycling                         |
|                             | 1% for the Planet                   |
|                             | Region Guadaloupe                   |
|                             | Selección de Venezuela              |

## Etapas
| Etapa | Fecha         | Recorrido                              | km         | Ganador                                  | Líder                                           |
| 1.ª   | 20 de febrero | Circuito en Santo Domingo              | 120        | Augusto Sánchez (Aro & Pedal-Inteja)     | Augusto Sánchez (Aro & Pedal-Inteja)            |
| 2ªa   | 21 de febrero | Santo Domingo-La Romana                | 104        | Ilya Davidenok (Odo-Astana)              | Rob Squire (Selección de Estados Unidos sub-23) |
| 2ªb   | 21 de febrero | La Romana-Higüey                       | 53         | Miras Bederbekov (Odo-Astana)            | Rob Squire (Sel. Estados Unidos sub-23)         |
| 3.ª   | 22 de febrero | Higüey-Santo Domingo                   | 173        | Daivy Capellán (Refidomsa-San Cristóbal) | Rob Squire (Sel. Estados Unidos sub-23)         |
| 4.ª   | 23 de febrero | Santo Domingo-San Francisco de Macorís | 135        | Harm Vander Sanden (Global Cycling Team) | Rob Squire (Selección de Estados Unidos sub-23) |
| 5.ª   | 24 de febrero | Moca-Jarabacoa                         | 153        | Marco Arriagada (Mauricio Báez)          | Manuel Medina (Selección de Venezuela           |
| 6ªa   | 25 de febrero | La Vega-Santo Domingo                  | 115        | Rafael Infantino (EPM-UNE)               | Manuel Medina (Selección de Venezuela)          |
| 6ªb   | 25 de febrero | Santo Domingo                          | 10,4 (CRI) | Tomás Gil (Selección de Venezuela)       | Tomás Gil (Selección de Venezuela)              |
| 7.ª   | 26 de febrero | San Cristóbal-Baní                     | 141,4      | Jaime Castañeda (EPM-UNE)                | Tomás Gil (Selección de Venezuela)              |
| 8.ª   | 27 de febrero | Circuito en Santo Domingo              | 116        | Jaime Castañeda (EPM-UNE)                | Tomás Gil (Selección de Venezuela)              |

## Desarrollo general
La carrera se dividió en dos partes, hasta la 4.ª etapa no hubo mayores cambios y se mantuvo como líder el estadounidense Rob Squire gracias a una fuga junto al kazajo Ilya Davinenok en que lograron casi un minuto de diferencia.
Así se llegó a la etapa reina (la 5.ª) en que se subieron 3 puertos de montaña, uno de 3.ª categoría y dos de 2.ª, en donde el chileno Marco Arriagada junto con la Selección de Venezuela demostraron su poderío en este tipo de terreno. Arriagada y los 3 venezolanos, Manuel Medina, Carlos José Ochoa y Tomás Gil fueron los 4 primeros en llegar a meta en ese orden aventajando en 1' 59" al favorito local Augusto Sánchez y 3' 32" al líder Rob Squire.
Medina se colocó como líder seguido de Arriagada a 42", Ochoa a 49" y Gil a 53".
En el primer sector de la 6.ª etapa (antes de la contrarreloj), el colombiano Rafael Infantino del EPM-UNE y Tomás Gil llegaron escapados con una diferencia de 39", segundos que resultarían importantísimos para el venezolano en la contrarreloj que se disputó luego. Tomás Gil venció en la contrarreloj y con la ventaja que había logrado en el primer sector se ubicó primero en la general con 26" por delante de Medina y 35" sobre Arriagada.
Las últimas dos etapas no modificaron la general y Tomás Gil ganó la carrera

## Clasificaciones finales
Las clasificaciones generales finalizaron de la siguiente manera:

### Clasificación individual
| Posición | Ciclista          | Equipo                             | Tiempo      |
| -------- | ----------------- | ---------------------------------- | ----------- |
|          | Tomás Gil         | Selección de Venezuela             | 25h 42' 55" |
| 2        | Manuel Medina     | Selección de Venezuela             | + 26"       |
| DSQ      | Marco Arriagada   | Mauricio Báez                      | + 35"       |
| 3        | Carlos José Ochoa | Selección de Venezuela             | + 1' 27"    |
| 4        | Augusto Sánchez   | Aro & Pedal-Inteja                 | + 1' 43"    |
| 5        | Nelson Sánchez    | La Vega                            | + 2' 32"    |
| 6        | Freddy Piamonte   | EPM-UNE                            | + 2' 46"    |
| 7        | Miguel Ubeto      | Selección de Venezuela             | + 2' 54"    |
| 8        | Rob Squire        | Selección de Estados Unidos sub-23 | + 2' 57"    |
| 9        | Pedro Gutiérrez   | Selección de Venezuela             | + 3' 04"    |

### Clasificación montaña
| Posición | Ciclista        | Equipo                 | Puntos |
| -------- | --------------- | ---------------------- | ------ |
| DSQ      | Marco Arriagada | Mauricio Báez          | 25     |
| 1        | Manuel Medina   | Selección de Venezuela | 20     |
| 2        | Jaime Castañeda | EPM-UNE                | 10     |

### Clasificación regularidad
| Posición | Ciclista        | Equipo                  | Puntos |
| -------- | --------------- | ----------------------- | ------ |
| 1        | Jaime Castañeda | EPM-UNE                 | 108    |
| 2        | Augusto Sánchez | Aro & Pedal-Inteja      | 104    |
| 3        | Deivy Capellán  | Refidomsa-San Cristóbal | 90     |

### Clasificación por equipos
| Posición | Equipo                 | Tiempo      |
| -------- | ---------------------- | ----------- |
| 1        | Selección de Venezuela | 77h 10' 03" |
| 2        | EPM-UNE                | + 6' 17"    |
| 3        | Mauricio Báez          | + 9' 15"    |
| 4        | Odo-Astana             | + 11' 39"   |
| 5        | Kazajistán             | + 12' 30"   |

### Clasificación metas volantes
| Posición | Ciclista             | Equipo                  | Puntos |
| -------- | -------------------- | ----------------------- | ------ |
| 1        | Deivy Capellán       | Refidomsa-San Cristóbal | 35     |
| 2        | José Frank Rodríguez | Aro & Pedal-Inteja      | 26     |
| 3        | Marcos Delgado       | Mederic-La Vega         | 20     |

### Videos
| - Resumen de la 1ª etapa - Resumen de la 2ª etapa - Resumen de la 3ª etapa - Resumen de la 4ª etapa | - Resumen de la 5ª etapa - Resumen de la 6ª etapa - Resumen de la 7ª etapa |

- Datos: Q2884026